# Bonifacy Krupski
Bonifacy Krupski (ur. 15 lipca 1822 w Ihnatowie, gubernia mińska, zm. 12 stycznia 1903 w Maciewiczach) – polski działacz narodowy i społeczny, ziemianin, zesłaniec, komisarz powiatu ihumeńskiego w powstaniu styczniowym.

## Życiorys
Urodził się 15 lipca 1822 w majątku ziemskim w Ihnatowie w guberni mińskiej. Syn Urbana i Katarzyny z Antoniewiczów. Ukończył gimnazjum w Słucku i wydział przyrodniczy na uniwersytecie petersburskim. Po ukończeniu nauki w Petersburgu pomagał ojcu w prowadzeniu folwarków w powiecie bobrujskim. W 1861 osiadł w majątku ziemskim w Nowosiółkach w powiecie ihumeńskim, zakupionym przez jego ojca od Ratyńskich. Ożenił się ze Stefanią Świdówną.
W swoim majątku utworzył szkołę ludową. W 1861 został powołany na stanowisko pośrednika w sprawach włościańskich. Znany był ze sprawiedliwych sądów i rozstrzygania spraw na korzyść chłopów. Działał w Towarzystwie Rolniczym Litewskim, był jednym z autorów statutu towarzystwa.
Przeciwnik wybuchu powstania styczniowego. Uważał, że powstanie nie ma szans i pochłonie ogrom ofiar. Pomimo tego działał w organizacji powstańczej. W 1863 został mianowany powstańczym komisarzem powiatu ihumeńskiego. Wskutek donosu prawosławnego duchownego zarzucającego mu niepożądany wpływ na lud przeniósł się z Nowosiółek do Ihumenia. Tam został aresztowany i osadzony w więzieniu w Mińsku. Skazano go za działalność powstańczą na konfiskatę majątku Nowosiółki i osiem lat ciężkich robót w guberni irkuckiej. Karę odbywał w ciężkich warunkach w osadzie Usole. Żona Stefania podążyła dobrowolnie za mężem na zesłanie. Po pięciu latach Krupskich przeniesiono do Tobolska, a potem do Carewa w guberni astrachańskiej. W 1874 otrzymał zezwolenie na osiedlenie się w Warszawie. Po przywróceniu mu praw obywatelskich osiadł w Mieciewiczach – byłym majątku ojca zakupionym w 1856 od Korsaków. Tamże zmarł 12 stycznia 1903.